# Plateia
Plateia (griechisch πλατεῖα, pl. Plateiai) war die Bezeichnung für eine Hauptstraße in einer antiken griechischen Stadt, insbesondere einer repräsentativ ausgebauten Straße, die etwa von Säulenhallen gesäumt war. Die Bezeichnung findet sich in den Inschriften zahlreicher Städte, vor allem in Kleinasien, aber auch bei Lexikographen oder Artemidor von Daldis.
Bei Städten, die nach dem Hippodamischen Schema angelegt waren, bildeten die Plateiai die breiten Hauptstraßen, die entlang den Querseiten der rechteckig angelegten Häuserblocks verliefen. Sie waren durch zahlreiche schmalere Querstraßen, die Stenopoi, miteinander verbunden.

## Heute
Im modernen Griechenland bezeichnet der als Platía ausgesprochene Begriff den Hauptplatz eines Ortes, der mit Cafés, Tavernen, Spielplätzen besonders zur Abendzeit die gesellschaftliche Mitte eines Ortes ausmacht. Um den Platz sind häufig gastronomische Betriebe angesiedelt, die Sitzgelegenheiten auf den meist rechteckigen Platz stellen. An den Ecken der Platia befinden sich meist die als Periptero bezeichneten Kioske. 
In Hafenstädten konkurriert die Platia häufig mit der Promenade, die ebenfalls zum Flanieren angelegt ist. Manchmal gehen Platz und Promenade städtebaulich ineinander über.
In großen Städten hat die Platia eine weitaus speziellere Bedeutung, etwa in Athen die Platia Kotzia für Kundgebungen und die Platia Kolonakiou im Stadtteil Kolonaki als Treffpunkt der Schickeria.